# منتخب اليمن لكرة القدم للسيدات
منتخب اليمن لكرة القدم للسيدات يمثل اليمن في بطولات كرة القدم النسوية ويديره الاتحاد اليمني لكرة القدم. الاتحاد الدولي لكرة القدم معترف بمنتخب اليمن للسيدات ولكنه لم يلعب أي مباراة دولية رسمية.

## الخلفية والتطور
تأسس الاتحاد المحلي في سنة 1962 وانضم إلى الاتحاد الدولي في سنة 1980. كان الاتحاد المحلي يضم أربعة عاملين لصالح الرياضة النسوية. في سنة 2009 تبين أن ستة وعشرون في المائة من ميزانية الاتحاد تذهب لرياضة كرة القدم الرجالية بينما تذهب أربعة في المائة فقط إلى التطوير التقني الذي من ضمنها كرة القدم النسوية، التحكيم، كرة القدم للصالات، والعلاج الطبي.
لم يبدأ التطور الحقيقي في دول الشرق الأوسط ووسط آسيا إلا قبل عشر سنوات وتحديدا في بداية الألفية الثالثة. في سنة 2005 تم وضع برنامج لرياضة كرة القدم النسائية. في سنة 2006 تم تسجيل مائة وستون امرأة للمسارة كرة القدم كلاعبة من ضمنهم خمسون لاعبة ناشئة مقابل خمسة عشر لاعبة ناشئة في السنة السابقة. في سنة 2006 تواجد ثلاثة مائة وستون نادي في اليمن لم يكن أي منها متاح للسيدات. بحلول سنة 2009 تم تأسيس ست فرق للسيدات وثلاث فرق للناشئات. 

## المنتخب
بحلول يونيو 2012 لم يلعب منتخب اليمن للسيدات أي مباراة دولية رسمية كما لم يشارك في تصفيات كأس أمم آسيا أو تصفيات كأس العالم. اعترف الاتحاد الدولي بوجود منتخب نسائي في سنة 2006. منتخب السيدات كان يتدرب أربع مرات في الأسبوع وهو نفس الشي ينطبق على منتخب الناشئات. لم يملك منتخب السيدات أي تصنيف ترتيبي.